# На острие меча
«На острие меча» — советский художественный фильм, снятый в 1986 году режиссёром Александром Павловским. В основе сюжета — события 1920-х годов. Последняя роль актёра Ивана Миколайчука в кино.

## Сюжет
В руки чекистов попадают личные вещи главаря группы, пытавшейся устроить провокацию на западной границе. Это — бывший генерал-хорунжий Турчин (прототип - Юрко Тютюнник). В группу входила дочь его друга Наталка Стороженко. Под подозрение в соучастии бандитам попадает и Сашко Ковальчук, служивший под началом Турчина до Февральской революции.
В Киев прибывают Наталка и агент Турчина Корбач, бывший жандармский ротмистр. Украденный  было чемодан  им возвращает Ковальчук, дающий понять, что не только знает о цели их прибытия, но и сам отчасти разделяет её, так как якобы является членом контрреволюционного Всеукраинского Освободительного центра, за что и изгнан из ГПУ. Ковальчук одинаково легко уходит от слежки и находит конспиративную квартиру визитёров. Наталка приглашает Ковальчука проводить её за границу. На территории Польши его вскоре арестовывают выдающие себя за агентов Дефензивы люди полковника Чубоцкого, но ему удаётся убедить полковника в истинности своих намерений.
В это время, после отказа представителя французской миссии в какой-либо помощи, кроме материальной, разочарованный Петлюра уезжает в Париж. Соратник Турчина, Дорошенко, советует принять предложение Ковальчука посетить Украину. Турчин решает отправиться сам, что вполне устраивает чекистов. Турчин приезжает на Украину. Его  удовлетворила инспекция обустроенного чекистами «лагеря боевиков». Но визит в родное село заставил задуматься о тщете попыток одолеть власть, за которую стоит весь народ. Во Львове Чубоцкий арестовывает Дорошенко, захватывает архивы петлюровского подполья и посылает Корбача убить Турчина. Ковальчуку поручено перехватить архив во избежание попадания его к иностранным державам. При изъятии бумаг присутствует Наталка, которая, узнав о подлинных причинах гибели отца, убивает Чубоцкого. Турчина в Киеве закрывает собой от покушавшегося Корбача чекист, выдававший себя за боевика-националиста. Окончательно разочаровавшийся в дальнейшей борьбе Турчин идёт сдаваться в губернское ГПУ. Ковальчук и Наталка перевозят архив подполья на советскую территорию под видом упаковочной бумаги. От своих товарищей они узнают о том, что Турчин обратился к своим бывшим соратникам с предложением о сдаче.

## В ролях
- Александр Соловьёв — Сашко Ковальчук
- Иван Миколайчук — Юрий Дмитриевич Турчин (роль озвучена Виталием Дорошенко)
- Константин Степанков — Михаил Петрович Нечипоренко
- Владимир Волков — Николай Иванович Губарь
- Ольга Кузнецова — Наталка (Наталья Стороженко)
- Александр Демьяненко — полковник Дорошенко
- Виктор Павлов — полковник Чубоцкий
- Владимир Талашко — Симон Петлюра
- Юрий Рудченко — Туз
- Юрий Дедович — Корбач
- Алла Будницкая — Анна Михайловна Лычко
- Виктор Конисевич[укр.] — Вацек
- Вацлав Дворжецкий — учитель
- Раиса Недашковская — Люба, сестра Турчина
- Виктор Чутак — военком
- Сергей Маковецкий — чекист

## Съёмочная группа
- Режиссёр: Александр Павловский
- Сценаристы: Борис Крыжановский, Юрий Новиков, Евгений Шерстобитов
- Оператор: Владимир Панков
- Художник: Леонид Розсоха
- Композитор: Максим Дунаевский